# Viola brevicornis
Viola brevicornis är en violväxtart som beskrevs av Biau. Viola brevicornis ingår i släktet violer, och familjen violväxter. Inga underarter finns listade i Catalogue of Life.